# Prawa ekonomiczne
Prawa ekonomiczne – wzajemne więzi między istotnymi cechami różnych zjawisk ekonomicznych mające charakter ogólny, konieczny, nieprzypadkowy i stosunkowo trwały.
Rodzaje praw ekonomicznych:
- prawa przyczynowe (przyczynowo-skutkowe), oznaczają, że po zdarzeniu A następuje zdarzenie B, przy czym A jest przyczyną a B jest skutkiem
- prawa funkcjonalne, występują pomiędzy ilościowo wymiernymi kategoriami np. popyt jest funkcją ceny, podaż też jest funkcją ceny.
- prawa współistnienia, czyli łączne np. prawo popytu i podaży
- postępowania ludzi, oddziałuję na bodźce ekonomiczne
- splotu działań ludzkich, wymiana rezultatów swojej działalności
- techniczno-bilansowe, czyli relacje nakładów i wyników zdeterminowane określoną techniką

Cechy praw ekonomicznych:
- obiektywny charakter praw ekonomicznych; są niezależne od podmiotu, od świadomości.
- stochastyczny, czyli statystyczny charakter praw polega na tym, że przejawiają się w dużej liczbie zjawisk, a w poszczególnych pojedynczych mogą być odstępstwa.
- historyczny – ograniczone są warunkami i czasem – dotyczą konkretnego warunku